# Jakub Wallison
Jakub Wallison (Welsone, Wolson) – dowódca pułków piechoty szkockiej w korpusie Marcina Kazanowskiego w czasie wojny polsko-rosyjskiej 1632–1634.
Na czele 800 żołnierzy wziął udział w odsieczy Smoleńska w 1633 roku.